# 斯泰拉
斯泰拉（義大利語：Stella），是意大利萨沃纳省的一个市镇。总面积43.26平方公里，人口3069人，人口密度70.9人/平方公里（2009年）。ISTAT代码为009058。